# Seriola carpenteri
Seriola carpenteri är en fiskart som beskrevs av Mather, 1971. Seriola carpenteri ingår i släktet Seriola och familjen taggmakrillfiskar. Inga underarter finns listade i Catalogue of Life.